# Bosnie-Herzégovine aux Jeux olympiques d'été de 2020
La Bosnie-Herzégovine participe aux Jeux olympiques de 2020 à Tokyo au Japon. Il s'agit de sa 8e participation à des Jeux d'été.

## Athlètes engagés
| Sport      | Hommes | Femmes | Total |
| ---------- | ------ | ------ | ----- |
| Athlétisme | 2      | 0      | 2     |
| Judo       | 0      | 1      | 1     |
| Natation   | 1      | 1      | 2     |
| Taekwondo  | 1      | 0      | 1     |
| Tir        | 0      | 1      | 1     |
| Total      | 4      | 3      | 7     |

## Résultats

### Athlétisme
La délégation de Bosnie-Herzégovine est constitué de deux athlètes ayant réussi les minimas qualificatifs :
- Amel Tuka sera aligné sur le 800 m (médaille d'argent lors des Championnats du monde d'athlétisme 2019 avec un temps établi à 1 min 43 s 47)
- Mesud Pezer sera inscrit au concours du lancer de poids (ticket validé en août 2019 à Växjö avec un jet mesuré à 21,48 m).

| Athlète   | Épreuve        | Série         | Série | Demi-finale   | Demi-finale | Finale        | Finale |
| Athlète   | Épreuve        | Temps         | Rang  | Temps         | Rang        | Temps         | Rang   |
| --------- | -------------- | ------------- | ----- | ------------- | ----------- | ------------- | ------ |
| Amel Tuka | 800 m masculin | 1 min 45 s 48 | 2e    | 1 min 44 s 53 | 2e          | 1 min 45 s 98 | 6e     |

| Athlète     | Épreuve                  | Qualification | Qualification | Finale      | Finale |
| Athlète     | Épreuve                  | Performance   | Rang          | Performance | Rang   |
| ----------- | ------------------------ | ------------- | ------------- | ----------- | ------ |
| Mesud Pezer | Lancer du poids masculin | 21,33 m       | 3e            | 20,08 m     | 11e    |

### Judo
La Fédération ne distribue pas de ticket de qualifications aux championnats continentaux ou mondiaux mais c'est le classement établi au 21 juin qui permettra de sélectionner les athlètes (18 premiers automatiquement, le reste en fonction des quotas de nationalité).
Chez les femmes, Larisa Cerić (+78 kg), classé 12e, est qualifiée.
| Athlète      | Compétition          | 1er tour                       | 2e tour                  | Quart de finale     | Demi-finale         | Repêchage           | Finale / MB         | Rang |
| Athlète      | Compétition          | Adversaire Résultat            | Adversaire Résultat      | Adversaire Résultat | Adversaire Résultat | Adversaire Résultat | Adversaire Résultat | Rang |
| ------------ | -------------------- | ------------------------------ | ------------------------ | ------------------- | ------------------- | ------------------- | ------------------- | ---- |
| Larisa Cerić | Plus de 78 kg femmes | Izayana Marenco Victoire 10-00 | Kindzerska Défaite 00-10 | Éliminée            | Éliminée            | Éliminée            | Éliminée            | 9e   |

### Natation
Lana Pudar, spécialiste du papillon, s'est qualifiée sur 100 m en réalisant les minimas imposés de 57 s 92. Avec un record national à 57 s 37 établi à la mi-mars 2020, elle peut prétendre à une finale olympique (11e temps de la saison), à plus d'une seconde toutefois du top 5 mondial. Ses performances sont d'autant plus remarquables qu'elle ne bénéficie pas d'une piscine olympique dans sa ville de Mostar.
| Athlète        | Épreuve                   | Séries  | Séries | Demi-finales | Demi-finales | Finale  | Finale  |
| Athlète        | Épreuve                   | Temps   | Rang   | Temps        | Rang         | Temps   | Rang    |
| -------------- | ------------------------- | ------- | ------ | ------------ | ------------ | ------- | ------- |
| Lana Pudar     | 100 m papillon féminin    | 58 s 32 | 19e    | Éliminé      | Éliminé      | Éliminé | Éliminé |
| Emir Muratović | 50 m nage libre masculin  | 22 s 91 | 42e    | Éliminé      | Éliminé      | Éliminé | Éliminé |
| Emir Muratović | 100 m nage libre masculin | 50 s 43 | 45e    | Éliminé      | Éliminé      | Éliminé | Éliminé |

### Taekwondo
Nedžad Husić s'est assuré une place dans la catégorie des poids légers hommes (68 kg) en terminant parmi les deux premiers au tournoi de qualification européen de 2021 à Sofia, en Bulgarie.
| Athlète      | Compétition           | Huitièmes de finale  | Quarts de finale    | Demi-finale           | Repêchage           | Finale / MB          | Rang |
| Athlète      | Compétition           | Adversaire Résultat  | Adversaire Résultat | Adversaire Résultat   | Adversaire Résultat | Adversaire Résultat  | Rang |
| ------------ | --------------------- | -------------------- | ------------------- | --------------------- | ------------------- | -------------------- | ---- |
| Nedžad Husić | Moins de 68 kg hommes | Suzuki Victoire 22-2 | Wael Victoire 8-7   | Rashitov Défaite 5-28 | -                   | Reçber Défaite 13-22 | 5e   |

### Tir
| Athlète           | Compétition                   | Qualification | Qualification | Finale   | Finale   |
| Athlète           | Compétition                   | Points        | Rang          | Points   | Rang     |
| ----------------- | ----------------------------- | ------------- | ------------- | -------- | -------- |
| Tatjana Đekanović | Carabine à air comprimé 10 m, | 613,2         | 47e           | Éliminée | Éliminée |